# Iglesia de Santo Domingo (Quillota)
La Iglesia de Santo Domingo es un templo católico ubicado en la esquina suroriente de la Plaza de Armas de la ciudad de Quillota, Región de Valparaíso, Chile.

## Historia
La Compañía de Jesús construyó un templo en los terrenos que recibió el mismo día de la fundación de la ciudad, y que debieron dejar cuando fueron expulsados en 1767. A comienzos del siglo xix los dominicos adquirieron el templo y construyeron una nueva iglesia de madera, que fue destruida por un incendio el 5 de febrero de 1839.
El nuevo edificio, con 14 columnas en el interior, 7 altares, y un púlpito de madera, fue construido en 1860. El terremoto de 1906 derrumbó la torre y el frontis de la iglesia, y sus trabajos de reconstrucción terminaron en 1920.
La iglesia fue ocupada por militares durante la guerra contra la Confederación Perú-Boliviana. En medio de una revista a las tropas del Ejército que se preparaban para la expedición al Perú, el 3 de junio de 1837, el ministro Diego Portales fue tomado prisionero, y pasó horas de detención en la herrería del templo antes de ser trasladado a Valparaíso. La iglesia también fue ocupada por militares durante la guerra del Pacífico.
Dentro del templo se encuentra la tumba de María del Carmen Benavides, quien falleció en 1849.